# Бујановачко језеро
Бујановачко језеро је језеро у Јужној Србији, тачније у Пчињском округу у општини Бујановац.

## Географија
Бујановачко језеро налази се на северним обронцима планине Рујен на 385 метара надморске висине , два километра јужно од ушћа Биначке Мораве и Прешевске Моравице.
Клима у којој се језеро налази је умерено-континентална са утицајем Средоземног мора.
У околини се налази и ауто-пут Е-75. У близини се налазе већи градови попут Врања (на раздаљини од 17 km), Прешева (на раздаљини од 14 km) и Гњилана (на раздаљини од 25 km).

## Флора и фауна
Бујановачко језеро окружено је зељастом вегетацијом и листопадним шумама букве и храста какве најчешће и срећемо у брдско-планинским пределима. Језеро је лако приступачно локалним путевима обзиром на рељеф и вегетацију која га окружује.
Рибље врсте у језеру су: обичан шаран, смуђ, сом, јегуља... Околина језера богата је животињским светом попут: срна, лисица, дивљих свиња, јелена, тетреба, јаребица камењарки и осталих омањих птица које срећемо у листопадним шумама.